# Junkers F-13
O Junkers F-13 produzido pela empresa Alemã Junkers, também conhecido como F 13, foi o primeiro avião totalmente metálico. Seu primeiro voo ocorreu em 25 de junho de 1919.

## Histórico
O Junkers F-13 foi desenvolvido com a designação de J13. O primeiro modelo construído foi batizado como Annelise, em homenagem à filha de Hugo Junkers.
Foi utilizado em diversos países, como exemplo nos Estados Unidos, Argentina, Brasil, Bulgária Irã e Rússia. Nos Estados Unidos, era vendido como JL6 pela Junkers-Larsen Corporation.
Este modelo foi utilizado por uma companhia aérea formada exclusivamente por aviões Junkers, a "Junkers Luftverkehr" até que esta fosse fundida com a Lufthansa. Foram construídos aproximadamente 330 aeronaves com inúmeras variações, desde pequenos detalhes na fuselagem até uma variação como hidroavião. Em Portugal, um F-13 operado pelos Serviços Aéreos Portugueses, foi o terceiro avião civil registado, recebendo a matrícula "C-PAAC".

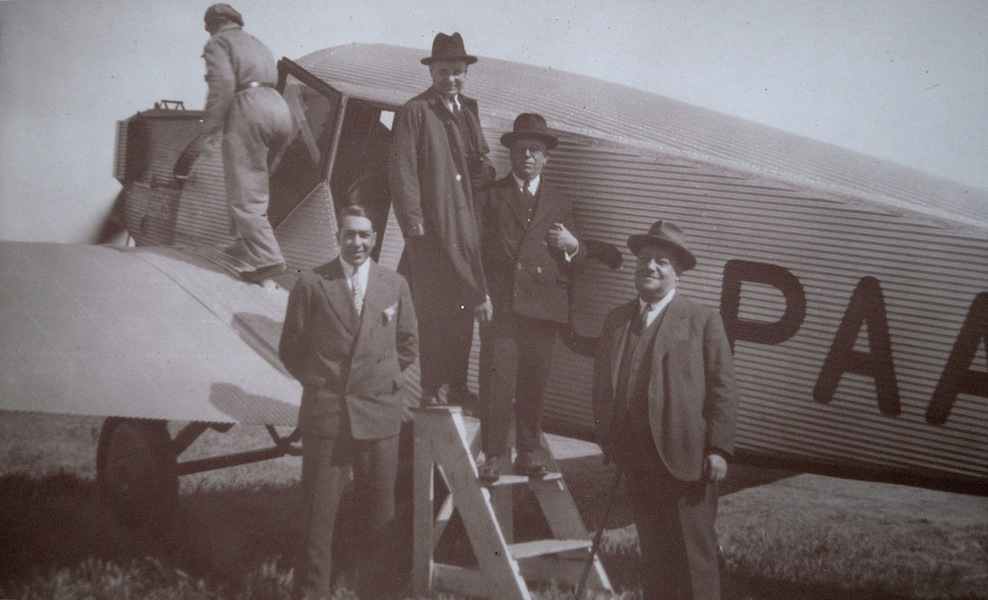
Alverca, Portugal - 13 de Maio de 1929

Foi fabricado até a década de 1940.